# 미셸 (독일의 가수)
미셸(Michelle, 1972년 2월 15일 ~ )은 독일의 가수이다. 유로비전 송 콘테스트 2001에서 독일 대표로 참가했다.